# Cronide di Capo Artemisio
Il Cronide di capo Artemisio è una statua bronzea (h. 209 cm) dell'antica Grecia, databile al 480-470 a.C. circa e conservata nel Museo archeologico nazionale di Atene. Fu ritrovata nei fondali marini antistanti capo Artemisio, nell'odierna Eubea, ed è una delle pochissime opere bronzee originali che ci sono giunte.

## Storia

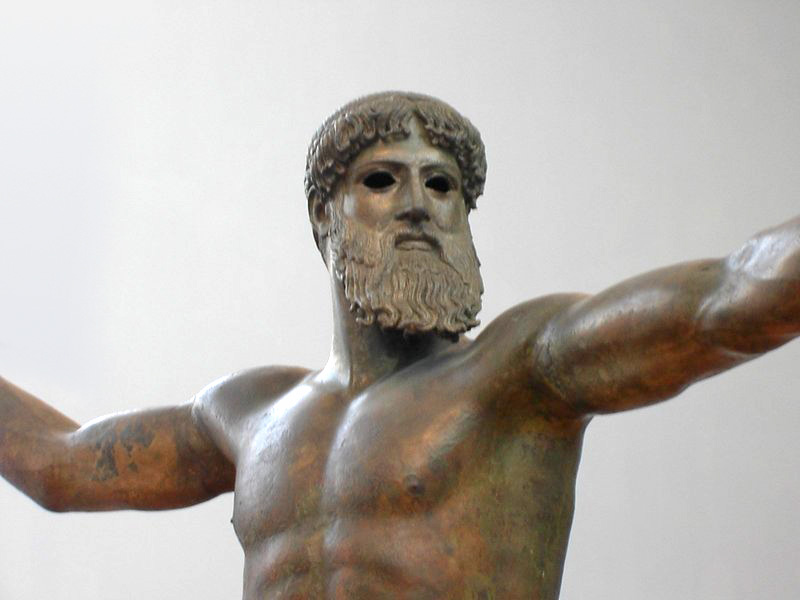
Dettaglio del busto.

Il ritrovamento della statua avvenne nel 1926, anche se il recupero fu completato nel 1928. Essa si trovava nei pressi di un relitto databile intorno al 200 a.C., del quale si sa poco, in quanto la spedizione di recupero fu interrotta a causa della morte di un sub e mai più ripresa. Si presume che la nave fosse di origine romana, una delle tante navi che all'epoca solcavano quei mari per portare elementi di arte greca verso Roma. Anche se così fosse, a causa dell'interruzione dell'operazione di recupero, non è ancora chiaro se la statua fosse imbarcata sul vascello o no.
Si è cercato senza successo di accostare il Cronide a uno dei grandi bronzisti greci dell'epoca, i cui nomi ci sono stati tramandati dalle fonti: Onata di Egina, Pitagora di Reggio o Calamide. La mancanza però di opere certe e l'inesistenza di accenni diretti al dio di Capo Artemisio rendono impossibile formulare un'attribuzione sicura.

## Descrizione e stile

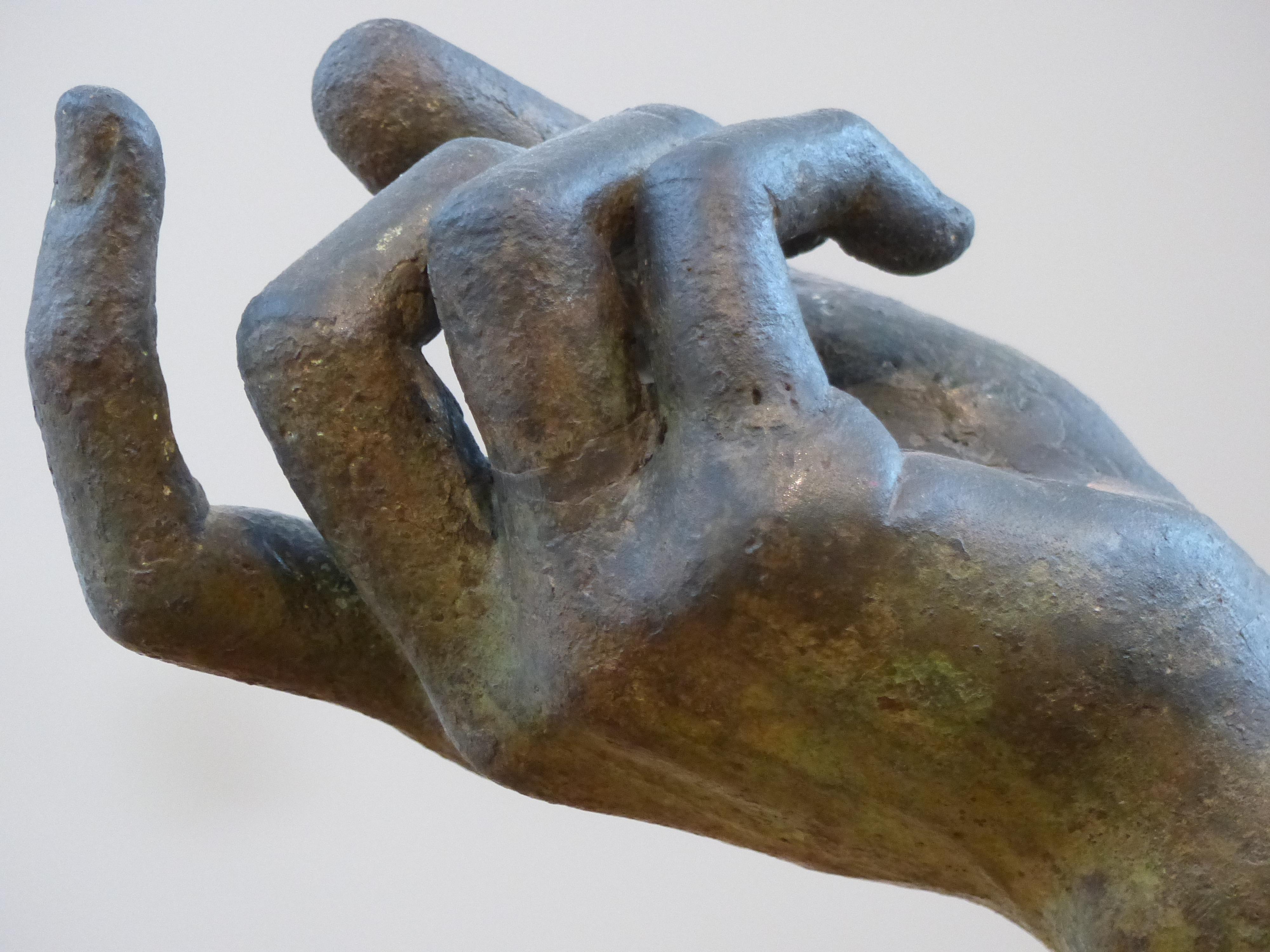
La distinzione iconografica tra Zeus e Posidone è piuttosto difficile essendo rappresentati spesso in modo molto simile. In questo caso, tuttavia, la disposizione della mano che lancia propende più per il tridente piuttosto che per il fulmine, questo solitamente impugnato con tutte le dita a differenza del primo impugnato con sole tre dita atte a calibrare il lancio.

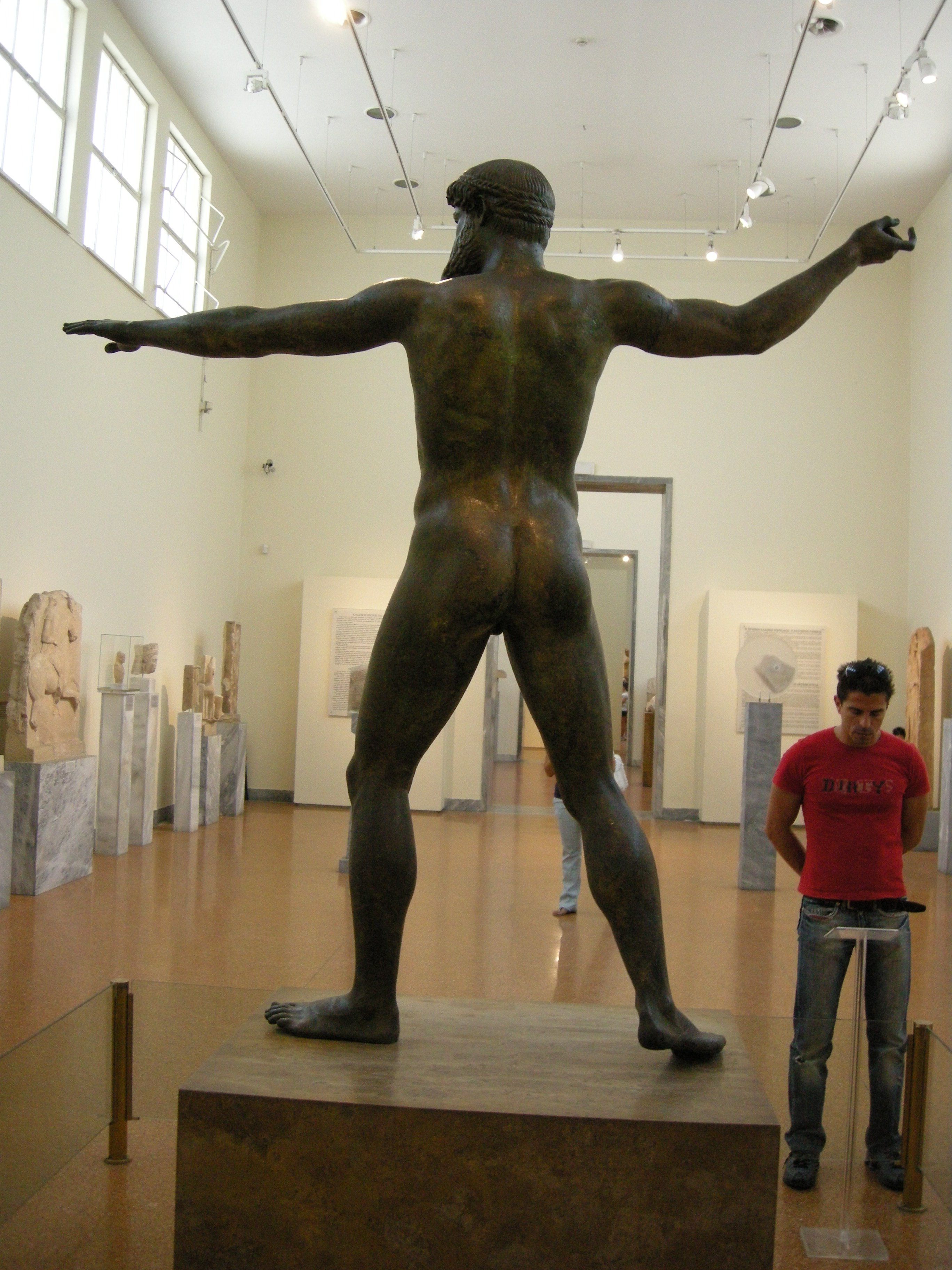
Veduta tergale.

La statua rappresenta una figura maschile nuda protesa probabilmente nel lancio di un fulmine in avanti: guardando il busto frontalmente, le gambe sono saldamente poggiate a terra e ruotate verso sinistra. Il peso del corpo è sulla gamba sinistra e con quella destra, invece, cerca di darsi la spinta. Le braccia sono entrambe distese all'altezza delle spalle e il volto è ruotato sempre verso sinistra fissando un obiettivo. Il braccio sinistro è nell'atto di prendere la mira e quello destro è teso indietro, ma non è chiaro cosa la statua dovesse tenere nella mano destra, forse un fulmine oppure un tridente (si tratterebbe quindi di una figura di Zeus o, rispettivamente, di Poseidone, entrambi figli di Crono, da cui il nome Cronide), o qualcos'altro. Il volto barbuto e con l'acconciatura finemente cesellata è tipico delle statue di divinità.
Lo scultore voleva indicare movimento dinamico, con l'apertura delle gambe, detta a "forbice", restando attento all'equilibrio compositivo, che per i greci stava a simboleggiare qualità interiori. Braccia e gambe nel complesso formano un chiasmo, ovvero una figura simile alla lettera chi dell'alfabeto greco (χ), secondo una modalità compositiva assai in voga nel periodo arcaico; rispetto a atleti precedenti è chiaro però come il Cronide sondi maggiormente lo spazio circostante con la posa aperta, sebbene sia ancora prevalente una visione di tipo frontale.
Si presume che in origine negli occhi ci fossero inserti in avorio, che le sopracciglia fossero rivestite in argento e che le labbra e i capezzoli fossero rivestiti in rame.

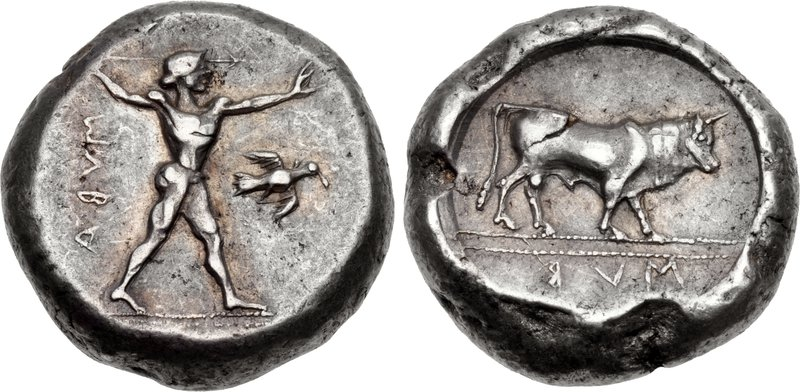
Una moneta di Sybaris con Poseidone che scaglia in tridente.
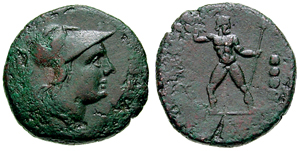
Una moneta di Petelia con Zeus che scaglia la saetta (notare la diversa posizione del braccio).

## Omaggi e citazioni
Il volto compare su un francobollo greco da 0,10 € emesso nel 2007. Nel 2015 le poste greche hanno dedicato all'intera scultura un francobollo da 0,47 €.